# Château Rigal
Le château Rigal est une villa au centre de l'arrondissement de Bad Godesberg à Bonn.

## Géographie
Il se situe au Kurfürstenallee 12 en face du « Rigal’schen Wiese ».

## Histoire
La villa est construite en 1849 comme résidence d'été pour Ludwig Maximilian von Rigal-Grunland, un fabricant de soie de Krefeld, selon les souhaits de son épouse Caroline Melanie von Creutzer. Le domaine comprend une petite ferme avec des bâtiments de production, des vergers et un parc sur un terrain en montée. Au-dessous de la villa, il y a des prés et des champs, y compris un pré d'équitation (le « Rigal’schen Wiese ») ; au sud-ouest, la superficie est suffisante pour la pente de la "Wacholderhöhe" qui monte vers Muffendorf et Heiderhof. À la limite nord de la propriété, l'actuelle Friedrich-Ebert-Straße, on construit de 1856 à 1858 la Rigal'sche Kapelle, une chapelle privée, que von Rigal-Grunland donne en 1860 à la paroisse protestante de Bonn. Par une donation du 29 août 1874, la propriété de la chapelle devient également la propriété de la paroisse auparavant indépendante de Godesberg.
Après la Seconde Guerre mondiale, le château Rigal, qui appartient alors à la communauté des héritiers de Rigal, est confisqué à des fins d'occupation. Après 1950, le parc de huit hectares, constitué d'une forêt, appartenant à la propriété du château Rigal, est transféré dans l'état de Rhénanie du Nord-Westphalie et plus tard en République fédérale d'Allemagne. En en trois étapes de construction en 1950-1951 et 1953, on élève le Siedlung Im Etzental qui abrite les membres britanniques et français de la Haute commission alliée. La villa sert de 1962 à 1970 en tant que propriété du Streitkräfteamt. Par la suite, la Deutscher Sparkassen- und Giroverband prévoit de construire un centre de formation sur 1,2 hectare de terrain et de démolir le château Rigal. Ce plan n'a pas lieu après que, en juin 1973, le conservateur d'État établit la valeur monumentale de la maison. Fin 1973, la république populaire de Chine acquiert le site pour en faire son ambassade. En 1981, le toit du bâtiment est endommagé par un incendie. Après la conclusion des négociations avec la République fédérale, la Chine commence en 1982 à construire les bâtiments de son ambassade. Le château prévu comme résidence de l'ambassadeur est vidé et restauré en 1983. Seules des parties des murs d'enceinte restent du bâtiment d'origine. Dans le cadre des travaux de construction, un carrefour dans la rue devant la villa, datant vraisemblablement du XVIIIe siècle, est déplacé du côté est de la Rigal'sche Kapelle.
Lors du déménagement du siège du gouvernement, l'ambassade de Chine s'installe à Berlin en 1999 ; la représentation à Bonn, devenue un consulat, ferme en 2005. Les bâtiments de l'ancienne ambassade sont toujours la possession de la République populaire de Chine et constituent depuis le printemps 2015 un nouveau bureau de l'ambassade.

## Source, notes et références
- (de) Cet article est partiellement ou en totalité issu de l’article de Wikipédia en allemand intitulé « Schloss Rigal » (voir la liste des auteurs).